# Domingo Manuel Trimarco
Domingo Manuel Trimarco (fl. 1978-1983), militar argentino, integrante del Ejército. Alcanzó el rango de general de brigada.
Fue gobernador de la Provincia de Neuquén. El presidente (de facto) Jorge Rafael Videla lo designó en el cargo el 7 de diciembre de 1978 (Decreto N.º 2929, publicado el 13 de diciembre de 1978). Confirmado el 29 de marzo de 1981 por Viola, Trimarco gobernaría la provincia patagónica hasta el fin del Proceso.
El 10 de diciembre de 1983, el gobierno del Proceso de Reorganización Nacional entregó el poder a la autoridad constitucional y, por consiguiente, Trimarco dejó de ser gobernador. Fue sustituido por Felipe Sapag, elegido en elecciones.